# ウィリアム・テル (オペラ)

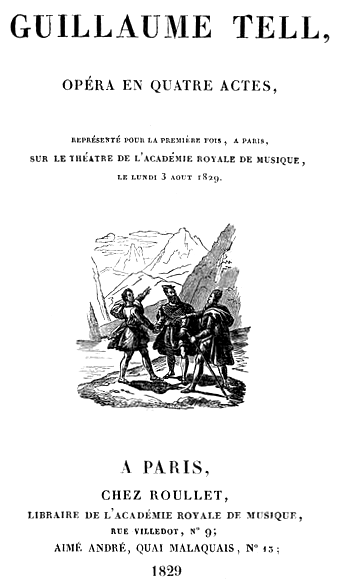
初演時のリブレットの表紙

『ウィリアム・テル』（フランス語: Guillaume Tell）は、ジョアキーノ・ロッシーニ作曲による4幕構成のグラントペラ。フリードリヒ・フォン・シラーによる戯曲『ヴィルヘルム・テル』を原作としている。リブレットはフランス語で書かれているため、『ギヨーム・テル』と表記されるべきだが、日本では『ウィリアム・テル』と表記することが多い。この作品をフランス・オペラに適合させるため、いつもは速筆のロッシーニが5ヵ月もかかって作曲した。初演は1829年8月3日、王立音楽アカデミー劇場で行われた。このオペラを作曲したのを最後にロッシーニは30年以上にわたる引退生活に入った。

## 概要

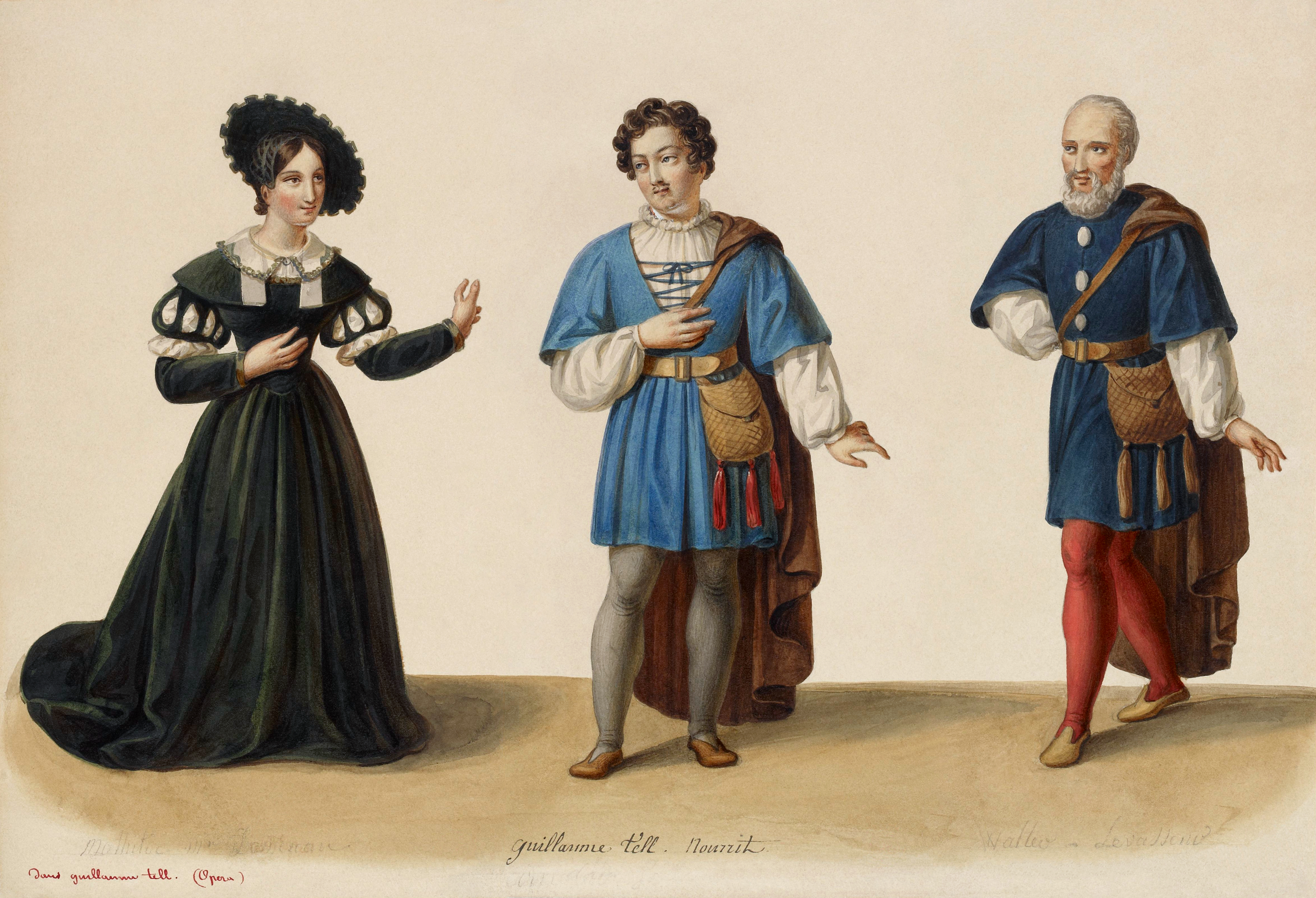
マティルド役のロール・サンティ＝ダモロー、アルノール役のアドルフ・ヌーリ、ジェスレル役のプレヴォスト

『ギヨーム・テル』はパリ・オペラ座との契約によるグランド・オペラであり、(1)5幕（または4幕）仕立て、(2)劇的な題材、(3)歴史的な興味を惹きつけ、(4)大合唱やバレエなどの多彩なスペクタクル要素、(5)異国情緒を備えていることが基本条件となっている。オベールの『ポルティチの唖娘』（1828年）に続くもので、「スイスの気候と風土、村人たちの結婚式の模様など、地方色をさらに強調したグランド・オペラの第2作と見なされた」。「『ギヨーム・テル』は自由を希求する民衆の闘いを壮大なスケールで描き、ロッシーニの創作の集大成であると共にロマン主義的グランド・オペラの幕開けを告げる記念碑的作品となった」。本作の「音楽に表された情景は充分にロマンティックであり、本質的には古典派であったロッシーニが皮肉にもフランスのグランド・オペラの典型を示した作品となった」。本作の後、1831年のマイアベーアの『悪魔のロベール』、ジャック・アレヴィの『ユダヤの女』（1835年）、マイアベーアの『ユグノー教徒』（1836年）、ドニゼッティの『ラ・ファヴォリート』（1840年）、マイアベーアの『預言者』（1849年）といった大作が続々と生み出され、グランド・オペラの黄金時代が築かれていくことになる。

## 初演とその後

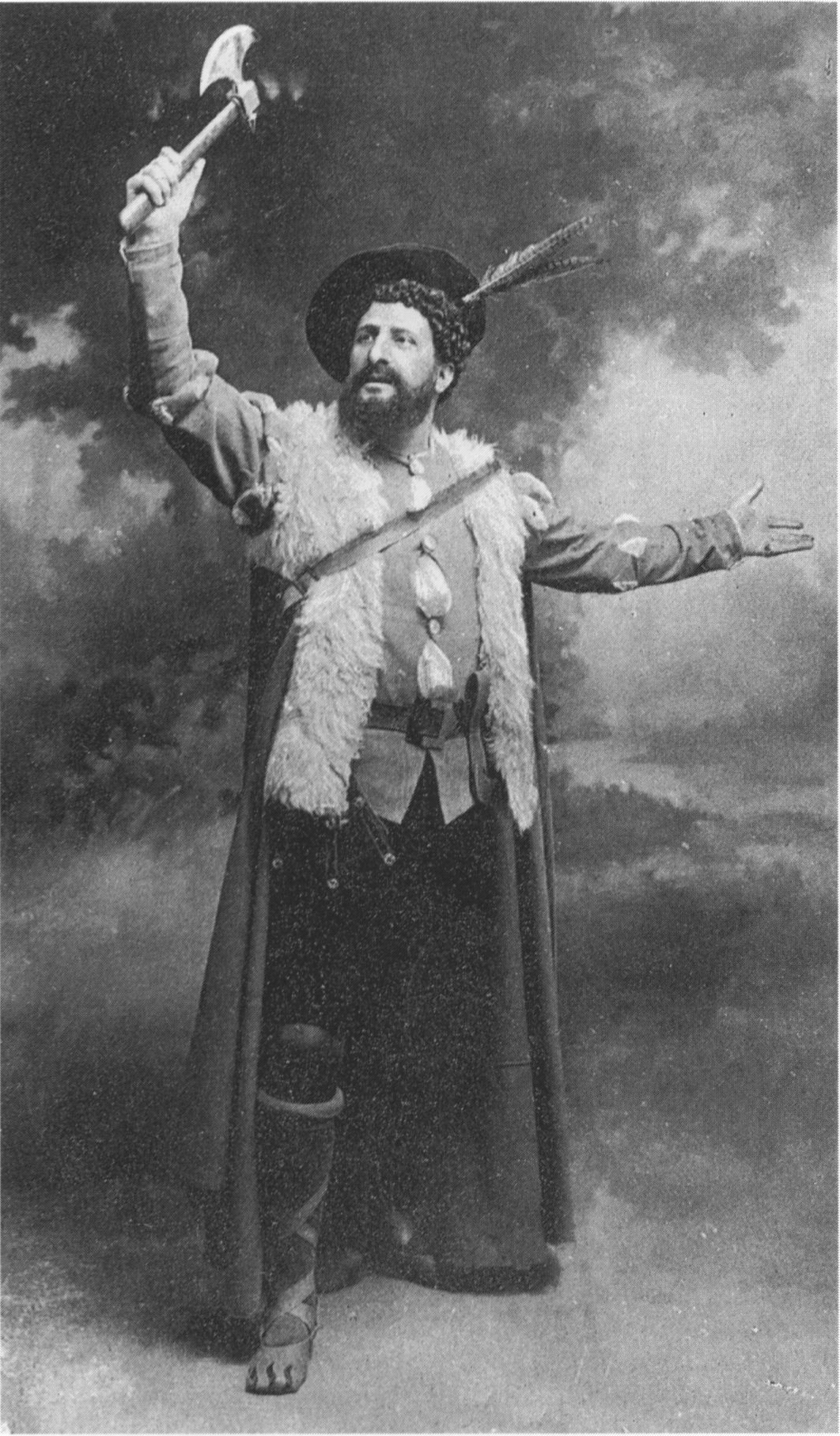
ギヨーム・テルを演じるマッティア・バティスティーニ

1868年 2月にはパリ・オペラ座はロッシーニを迎えて500回の記念上演を行った。そして、1932年まで『ギヨーム・テル』はパリ・オペラ座にとって不可欠な演目であり続けた。アメリカ初演は1831年 9月19日にニューヨークにて英語で行われた。出演はサン=クレル、プリヴァ、サン=オーバンらであった。イギリス初演は1839年 7月11日にロンドンのハー・マジェスティーズ劇場にてオリジナルのフランス語版で行われた。出演はペルシアーニ、ジョヴァンニ・バティスタ・ルビーニ 、タンブリーニ、ラブラーシュら、指揮はコスタであった。小国に分裂していたイタリアでは『ギヨーム・テル』は政治的な利害関係により様々な影響を受けた。権力に抵抗する革命的な人物を賞賛しているという理由でイタリア人検閲官と摩擦を起こし、イタリアでの上演が少数にとどまる原因ともなった。サン・カルロ劇場は1833年にこのオペラを上演して以降、2度目の上演は約50年後だった。フェニーチェ劇場におけるヴェネツィアでの初公演は、1856年まで待たなければならなかった。対照的にウィーンでは、やはり検閲問題はあったものの、ウィーン宮廷歌劇場では1830年から1907年の長きにわたり、422回の公演が行われている。
日本初演は1983年10月に藤沢市民オペラが行っている。現在でもテノールのパートに高音があるため、キャスティングの条件が厳しいなどの理由で、オペラ全編が上演されることは少ない。長尺のため公演される場合も、かなりの量をカットすることが多い。
日本でのフランス語版の初演は2010年3月7日にコンサート形式にて、東京フィルハーモニー交響楽団の演奏、指揮はアルベルト・ゼッダ、合唱は新国立劇場合唱団によってオーチャードホールにて行われた。配役はアルノールが石倚洁、マティルドがイアーノ・タマー、ギヨーム・テルが牧野正人であった。フランス語版の本格的舞台上演は新国立歌劇場にて2024年11月20日に大野和士の指揮で、演出・美術・衣裳はヤニス・コッコス、演奏は東京フィルハーモニー交響楽団、合唱は新国立劇場合唱団によって行われた。配役はアルノールがルネ・バルベラ、マティルドがオルガ・ペレチャッコ、ギヨーム・テルがゲジム・ミシュケタであった。

## 楽譜
『ギヨーム・テル』の批判校訂版（Critical Edition）はロッシーニ財団による全集版によるもので、M.エリザベス・C.バートレット編「Fondazione Rossine di Pesaro」のクリティカル・エディションが1992年に刊行されると、これが決定版となり、1990年代以降の新演出による本作の上演はオリジナルのフランス語によるものが一般的になっている。イタリア語改訂版の『グリエルモ・テル』（Guglielmo Tell）はカリスト・バッシ、ルイジ・バロッキ、パオロ・カッテランなどによるもの及びその折衷版などが多数存在し、楽譜の版により訳詩者が異なるという状況であった。また、イタリアにおいては検閲などの影響で、イタリア語への翻訳ばかりでなく、作曲家が関与しない翻案をも余儀なくされこともあるほか、長大な作品であるため様々な形でカットが行われてきたことも決定版が存在せず、混沌とした状態になっていた原因であった。

## リブレット

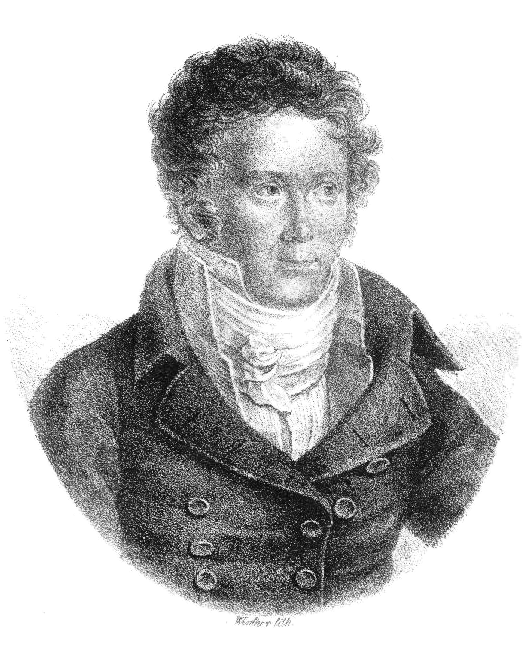
エティエンヌ・ド・ジュイ

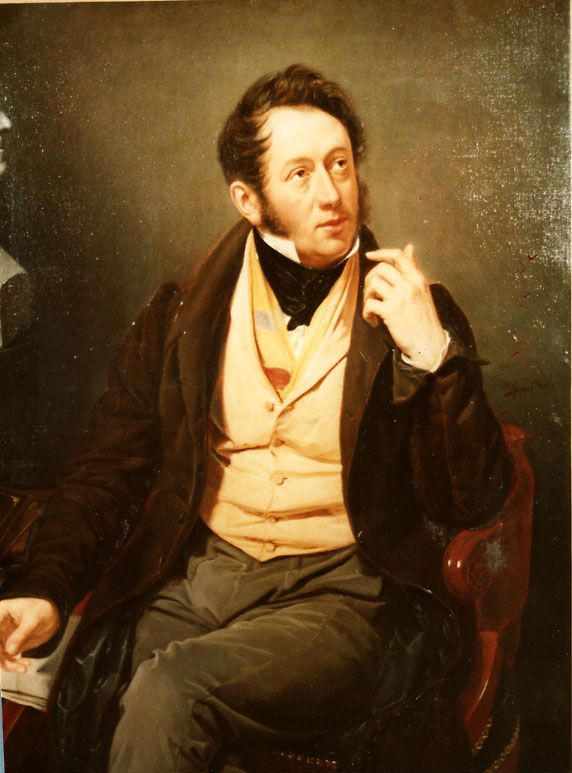
イポリット＝ルイ＝フローラン・ビス

リブレットはシラーのスイスのウィリアム・テルの伝承を素材とした『ヴィルヘルム・テル』（1804年）を原作としてヴィクトール＝ジョゼフ・エティエンヌ・ド・ジュイとイポリット＝ルイ＝フローラン・ビス、の2人の共同によりフランス語で制作された。このほかにアルマン・マラとアドルフ・クレミューが協力したほか、ロッシーニ自身も携わった。原作との相違は原作ではルーデンツとベルタ嬢（いずれもスイス人の設定、オペラには登場しない）の恋愛は控え目に書かれているが、オペラではアルノールとマティルドの恋愛関係が重要な要素として設定されている。原作にはアルノールとマティルドは存在しない。また、第2幕の三重唱「彼らが奪い取った父の日を」ではシラーの戯曲をはっきりと逸脱する。戯曲ではメルクタールは目をつぶされるだけで惨殺されるわけではないし、またテルも純朴な行動の人と描かれており、リュトリの丘で開かれる様々な政治集会への参加も辞退するのである。

## 演奏時間
『セミラーミデ』や『泥棒かささぎ』の3時間20分より長く、当時のパリの最大の同僚のマイアベーアの5幕物のグランド・オペラの規模を模したものである。約4時間（各幕80分、50分、65分、45分）

## 楽器編成
- 木管楽器:ピッコロ1、フルート2、オーボエ2（1番はイングリッシュホルン持ち替え）、クラリネット2、バスーン2
- 金管楽器:ホルン4、トランペット2、トロンボーン3
- 打楽器:ティンパニ1対、トライアングル、大太鼓、シンバル
- 弦楽器:弦5部、ハープ2
- 舞台裏（バンダ）:ホルン4、ハープ、鐘

## 序曲
本作の序曲は有名である。
序曲は四部構成で、それぞれ切れ目なく次の楽節に移る。構成は以下のとおり。
- 第1部（夜明け） - 5つのチェロのための楽句から始まる、ゆっくりとした楽節。
- 第2部（嵐） - フル・オーケストラで奏でられる、ダイナミックな楽節。
- 第3部（静寂） - イングリッシュホルンがメロディを奏でる。
- 第4部（スイス軍隊の行進） - 非常にダイナミックな、「騎兵隊突撃」のギャロップ。ホルンとトランペットで始まり、フル・オーケストラへと広がる。

## 役柄
| 役柄                                                              | 声域         | 1829年8月3日初演のキャスト （指揮者： フランソワ・アブネック） |
| ----------------------------------------------------------------- | ------------ | -------------------------------------------------------------- |
| ギヨーム・テル                                                    | バリトン     | アンリ・ベルナール・ダバディ                                   |
| エドヴィージュ（テルの妻）                                        | メゾソプラノ | モリ嬢 (Mlle Mori)                                             |
| ジェミ（テルの息子）                                              | ソプラノ     | ルイーズ＝ズュルマ・ダバディ                                   |
| マティルド（ハプスブルク家の皇女）                                | ソプラノ     | ロール＝サンティ・ダモロー                                     |
| アルノール・メルクタール                                          | テノール     | アドルフ・ヌーリ                                               |
| メルクタール（アルノールの父）                                    | バス         | ボネル                                                         |
| ジェスレル（ウーリ州とシュヴィーツ州を 治めるオーストリア人総督） | バス         | アレクサンドル・プレヴォ                                       |
| ヴァルテル・フュルスト（スイスの愛国者）                          | バス         | ニコラ・ルヴァスール                                           |
| リュオディ（漁師）                                                | テノール     | アレクシス・デュポン                                           |
| ルートルド（羊飼い）                                              | バス         | フェルディナン・プレヴォ                                       |
| ロドルフ（ジェスレルの警備隊長）                                  | テノール     | ジャン＝エティエンヌ・マソル                                   |
| 狩人                                                              | バリトン     | ベルトラン・プイィ                                             |
| 農民、羊飼い、騎士、小姓、貴婦人、兵士                            |              |                                                                |

## 初演時の衣装

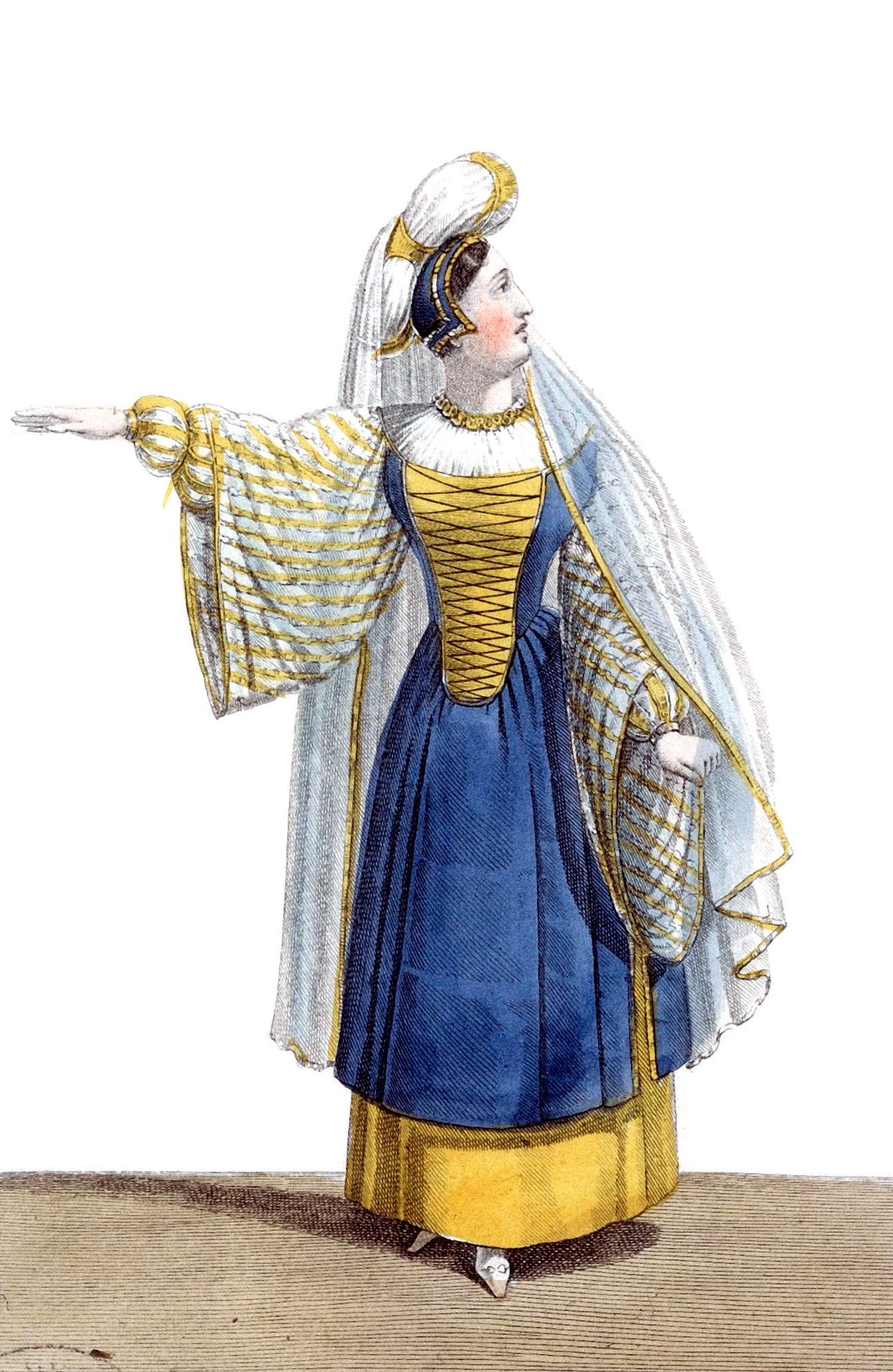
マティルド(ロール・サンティ＝ダモロー)
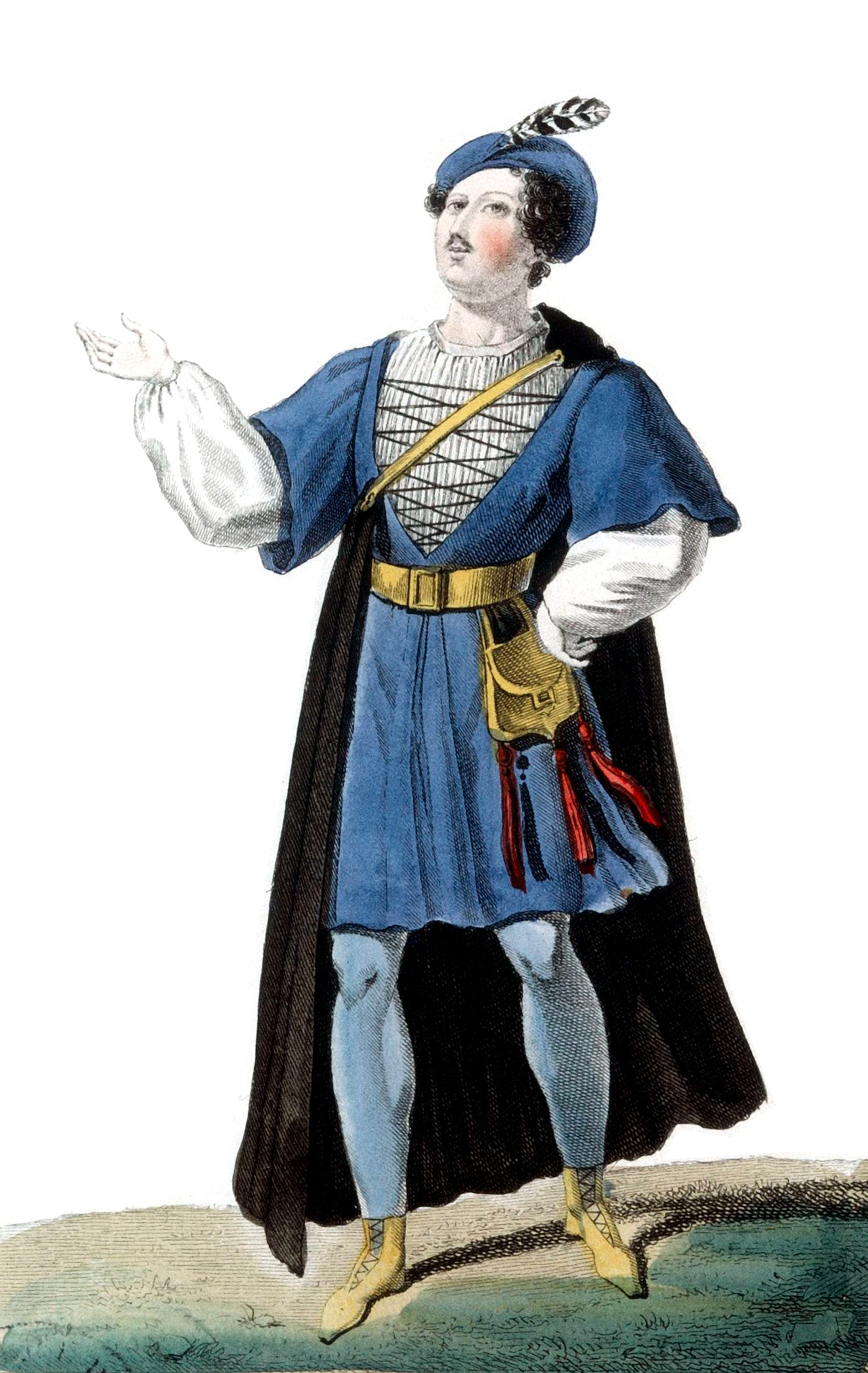
アルノール (アドルフ・ヌーリ)
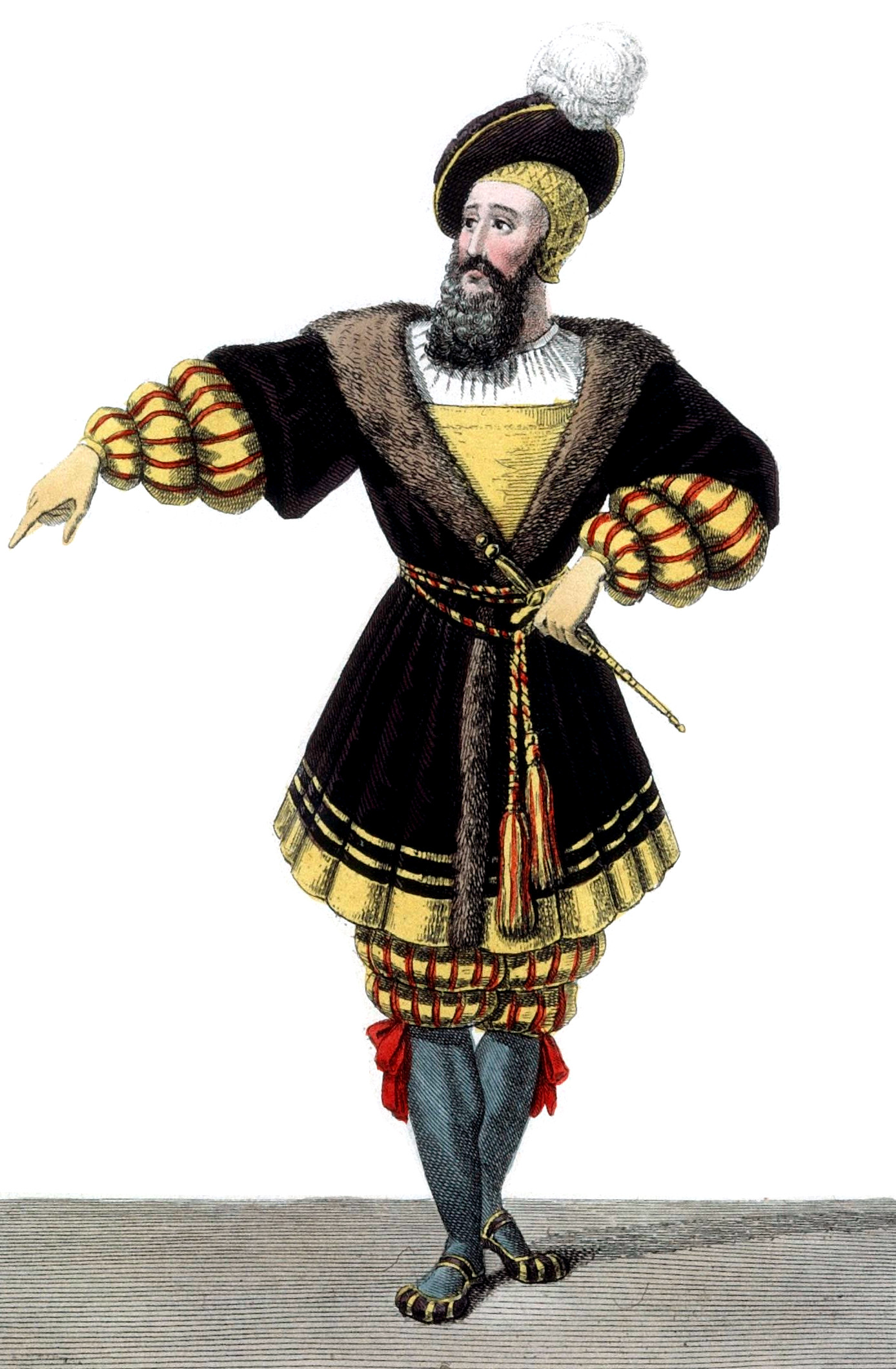
ジェスレル(プレヴォスト)
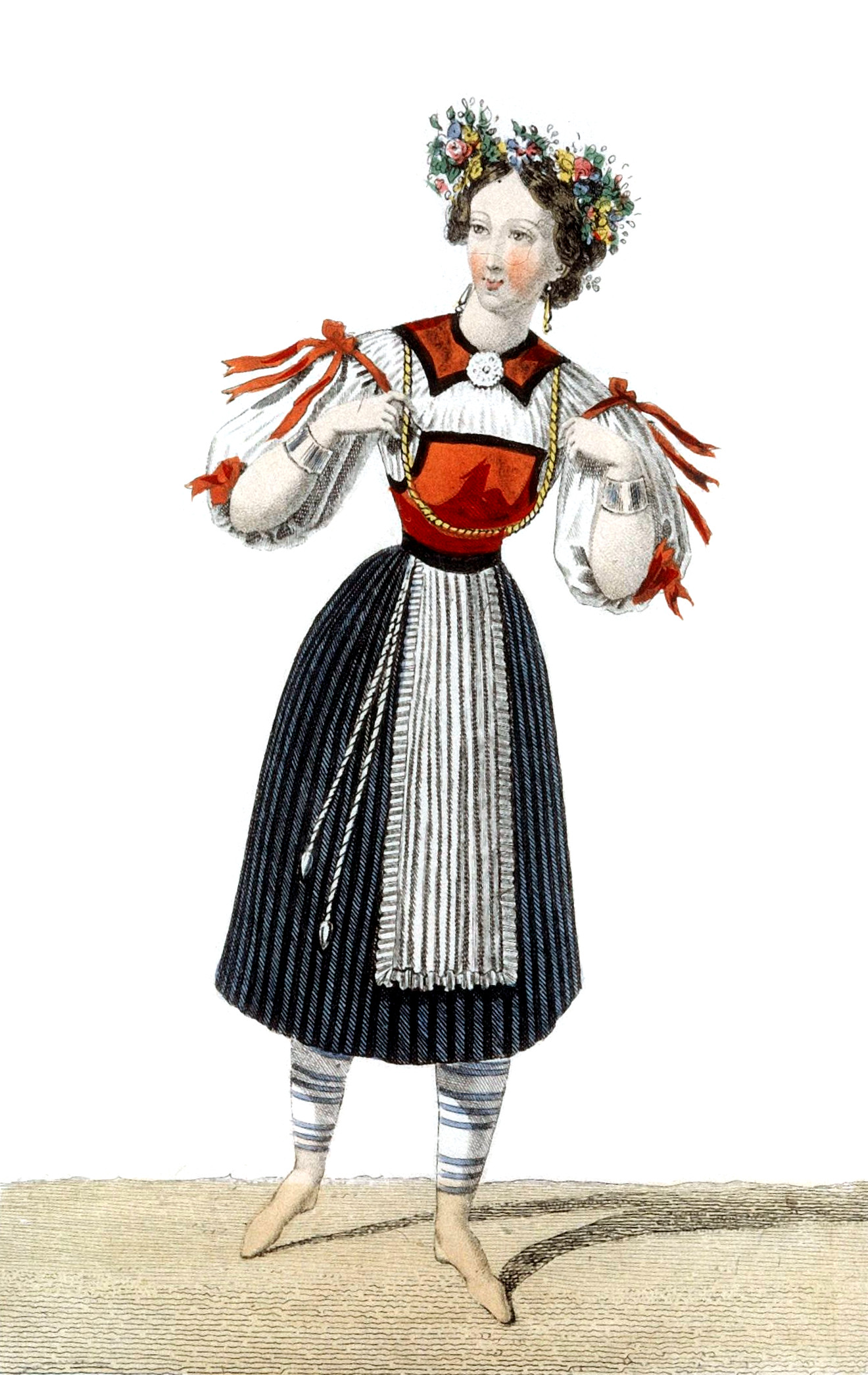
踊り子（マリー・タリオーニ）
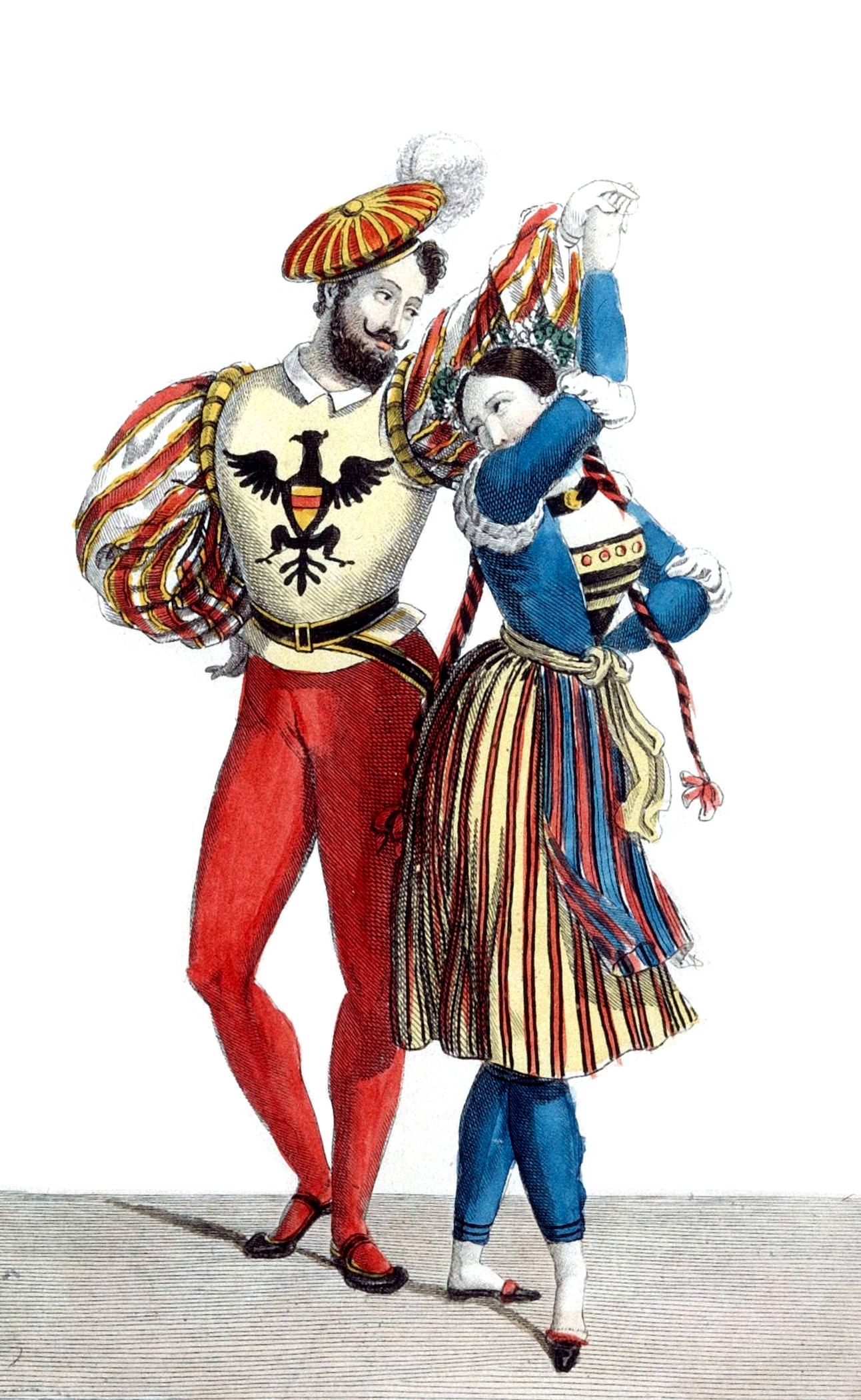
村人のカップル

## あらすじ
- 舞台 - スイス
- 時代 - 14世紀

オペラの冒頭以前の出来事として、スイスの指導者メルクタールの息子アルノールは、オーストリアのハプスブルク家の皇女マティルドが溺れそうなところを助けたことがあった。政治情勢にもかかわらず、アルノールとマティルドは身分の差を超えて愛し合う秘密の間柄となった。父のメルクタールはこのことを知らない。

### 第1幕
ルツェルン湖 畔

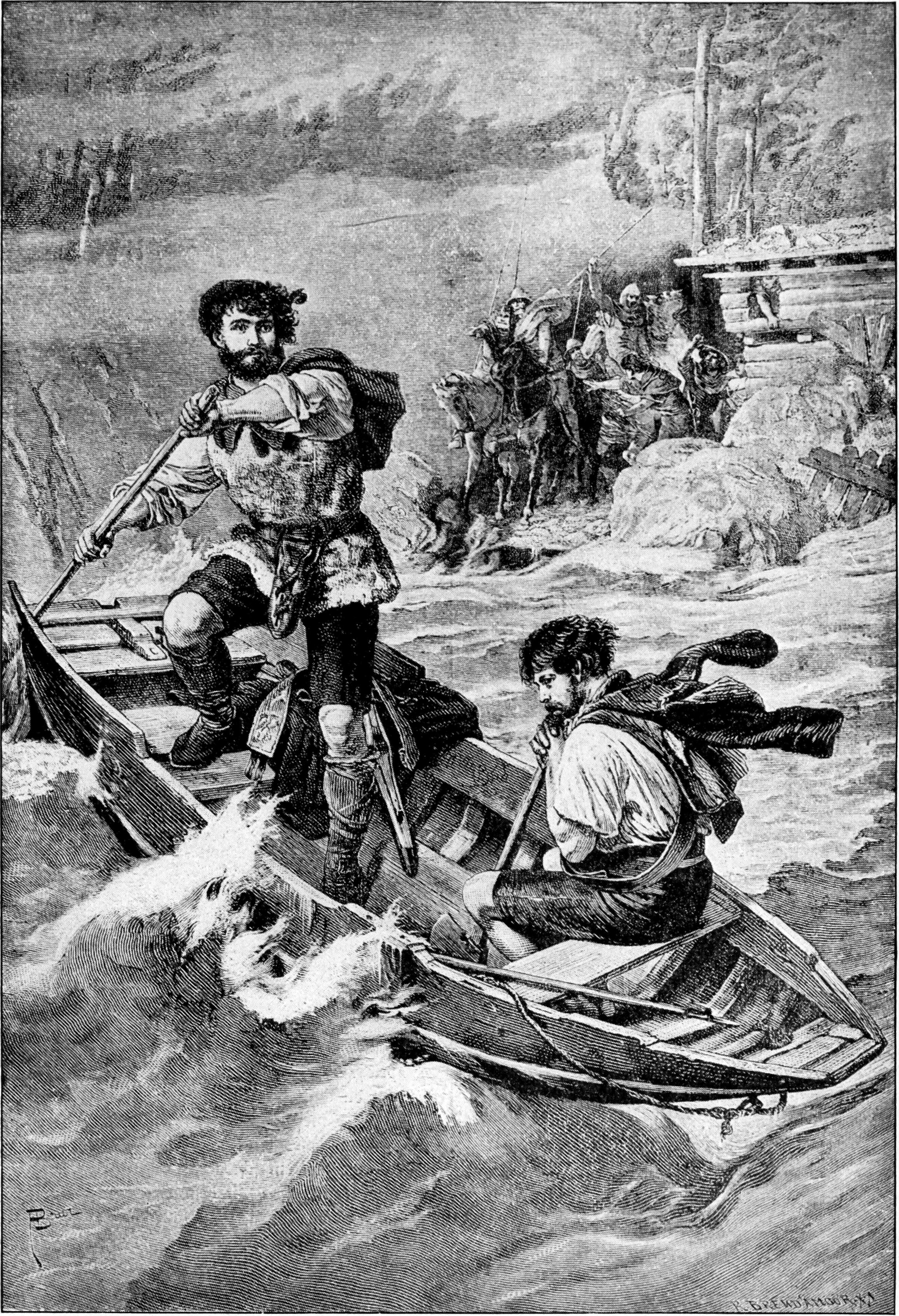
ルートルドを乗せて小舟を出すテル

5月、羊飼いの祭の日、 ルツェルン湖近くの弓の名人テルの家の前。長老のメルクタールは祝賀の場で3組の合同結婚式を伝統に基づいて執り行うことになっている。漁師のリュオディが愛の歌「早く僕の船においで！」（Accours dans ma nacelle）を歌っている。しかし、アルノール自身はその3組の中に入っていない。彼はオーストリアの守備隊員だが、故国に対する愛とマティルドに対する愛の間で板挟みになっているのである。メルクタールは結婚する素振りを全く見せない息子アルノールを嘆くのだった。一方、オーストリアによる圧制が強まっていることを憂慮するギヨーム・テルはおめでたな気分に浸ることができない。神聖ローマ帝国の影響が薄れて以来、オーストリアはスイスの伝統的儀式に対する弾圧を強めているのだった。テルがアルノールにスイス人の抵抗運動とその正当性を訴え、二重唱「どこへ行く？　ああ、我が憧れの人」（Où vas-tu?　 Ah! Mathilde, idole de mon âme!）となり、アルノールの内心の葛藤が明白になる。メルクタールが3組のカップルを祝福すると祝いの踊りが始まり「牧人よ！あなた方の声が一つになって」（Pasteurs, que nos accents s'unissent）が合唱される。弓術大会も行われ、テルの息子ジェミが優勝する。村人たちの結婚の祝宴はさらに続く。しかし、牧歌的光景は長く続かず、ホルンのファンファーレで祭りが中断され、オーストリア人総督ジェスレルの到着が告げられる。スイス人は彼を憎んでいる。次いで、ジェスレルの軍隊に追われた牧人のルートルドが助けを求めて駆け込んでくる。ルートルドはジェスレルの兵士の一人が、ルートルドの娘を襲おうとしたので、ルートルドは娘を守ろうとして兵士を殺してしまったのだ。彼の逃げ道は湖だけであった。船で反対岸に渡れば助かることは分かっているのだが、荒れ模様の天候に漁師たちは船を出す勇気がでないのだった。そこにテルが勇敢にも援助を申し出る。テルは妻子が制止するのも聞かず、ルートルドを乗せて小舟を出す。人々はテルたちの無事を祈る。小舟はなんとか対岸に到着し、村人たちは神に感謝する「慈悲深き神よ！」（Dieu de bonté）。ロドルフの先導でジェスレルの護衛隊が到着する。ロドルフは「誰が犯罪者に手を貸したのか」と問うが、メルクタールは「ここには誰も仲間を裏切る者はおらん」と言い切る。村人たちも反抗の意を表し「彼のようにせねばならぬ」（Nous l'aurions dû faire）と五重唱で応える。ジェスレルの護衛隊は報復として謀反人メルクタールを人質として、乱暴に連れ去るのだった。

### 第2幕
ルツェルン湖と近隣の州を見下ろすリュトリの丘の上

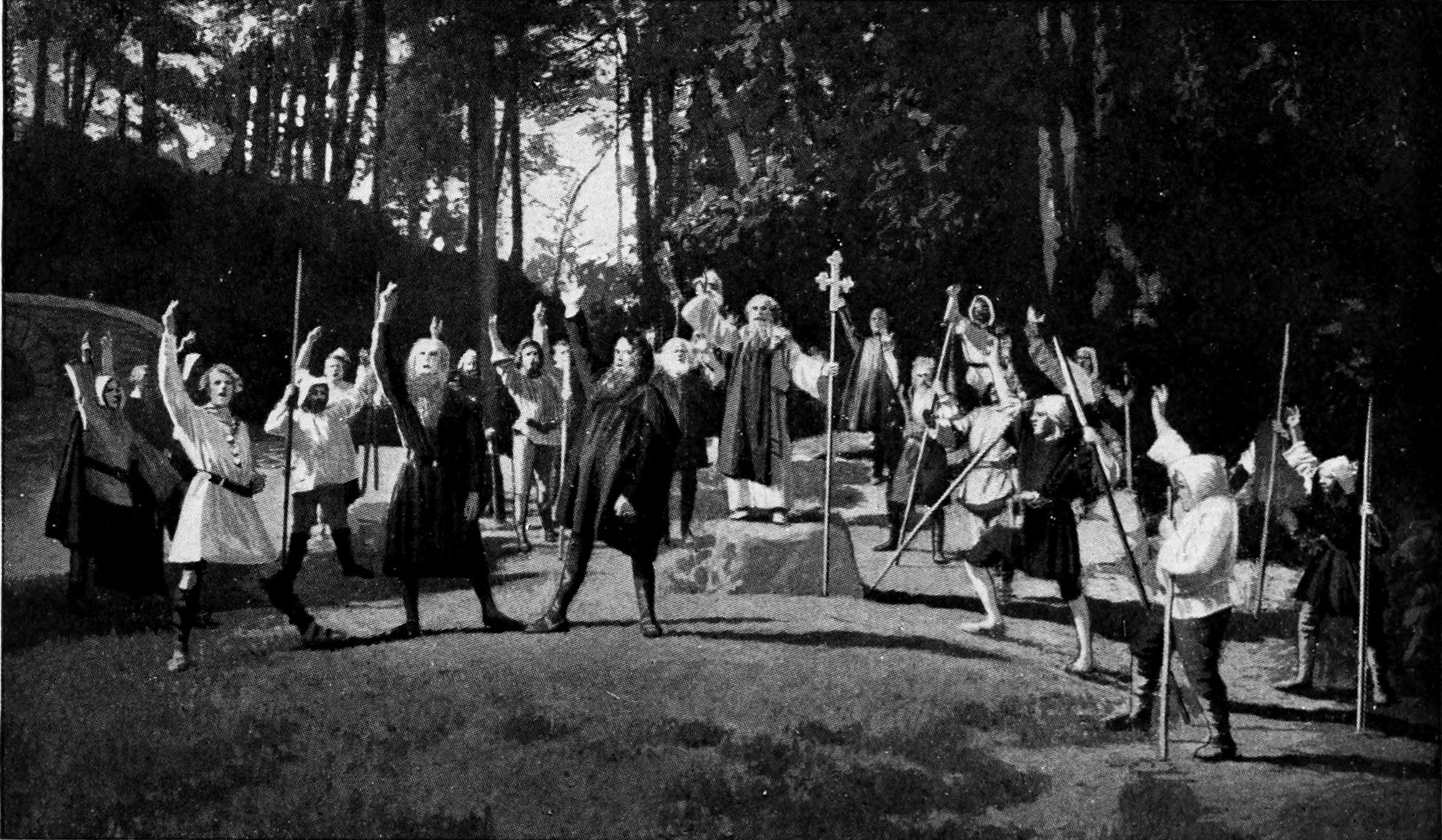
忠誠の誓いの合唱

ジェスレルの狩りの一団がいる。夕暮れが近く、スイスの狩人たちが家路を急ぎ、村人は夕べの祈りを捧げている。ハプスブルク家の皇女マティルドが密かに現れ、アルノールへの想いをロマンス「暗い森、荒れ果て悲しい野よ」（Sombre forêt, désert triste et sauvage）で歌う。そこにアルノールが現れるが、彼はマティルドとの身分の違いに失望している。オーストリアの兵士として手柄を立てて認められなければならないと考え躊躇するアルノールだが、マティルドの愛を確かめ、二重唱「ここにいらして！あなたは私の魂から」（Restez.　Oui, vous l'arrachez à mon âme）となる。人の気配がするので、マティルドは明日礼拝堂で会うことを約束して、急ぎその場を立ち去る。テルとヴァルテルが到着し、アルノールとマティルドが一緒にいるところ見てしまい、二人の関係が知られてしまう。テルはアルノールにオーストリア皇女との恋愛を諌め、今我らの使命は反オーストリア同盟に参加することだと説得する。アルノールはオーストリアの属国でしかないスイスを見限ってこの国を去るつもりだと言う。しかし、ヴァルテルは冷酷非道なジェスレルがメルクタールを惨殺したとアルノールに告げる。アルノールは後悔の念にかられ、三重唱「彼らが奪い取った父の日を」（Ses jours qu'ils ont osé proscrire）となり、復讐を誓う。そこにウンターヴァルデン、シュヴィーツ、ウーリの3州から武装した愛国者が集まってくる。テルは皆の中央に立って「我々の山々の頂から」（L'avalanche roulant du haut de nos montagnes）を歌い決起を促す。すると皆がこれに応え、大規模な忠誠の誓いの合唱「誓おう、我らの危機のために」（Jurons, jurons par nos dangers）となる。山に朝日が昇ると太鼓が連打され「武器をとれ！」（Aux armes!）と連呼され、オーケストラによる圧倒的なコーダとなり、第2幕の幕が下りる。

### 第3幕

#### 第1場
アルトドルフ宮殿の人目につかない礼拝堂
アルノールとマティルドが寂れた礼拝堂にいる。父を殺したジェスレルへの復讐を決意したアルノールの話しを聞いたマティルドは「異郷の湖畔で」（Sur la rive étrangère）を歌い、別れを告げる。戦いの騒音が激しさを増してくるので、マティルドはアルノールを逃がすのだった。

#### 第2場
アルトドルフの町の市場

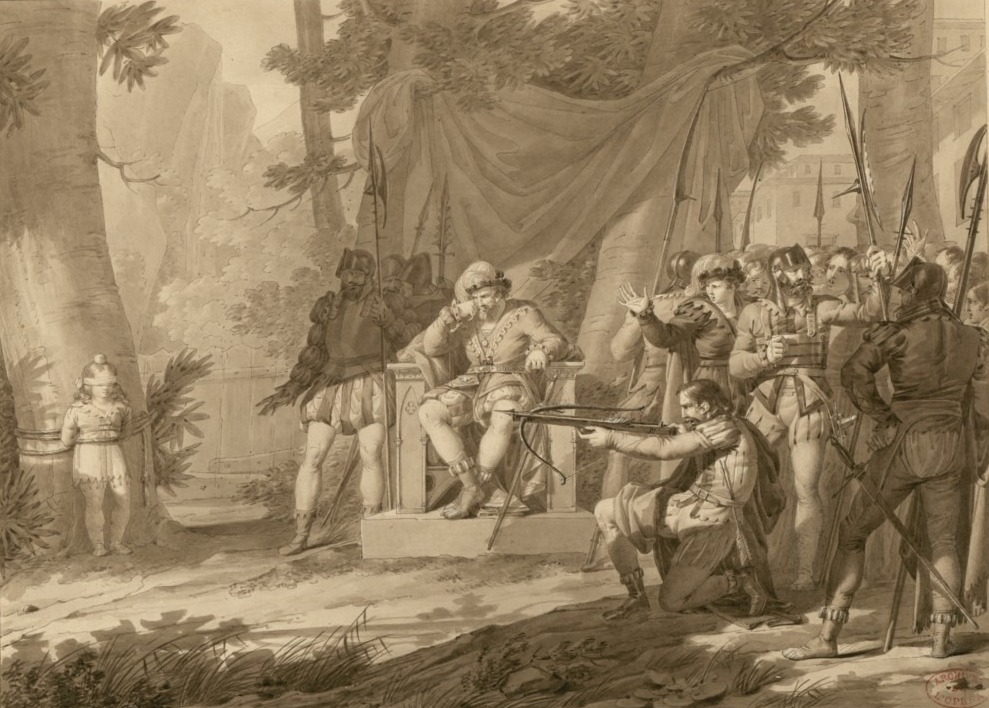
リンゴに矢を命中させるテル

オーストリアによるスイス統治100周年の記念日。広場の中央にはオーストリア軍の勝利を示す勲章が飾られた杭が打たれている。ジェスレルはスイス人の反感を感じとり、彼らを辱めるようと案じる。ジェスレルは自分の前で膝を折り、帽子を取って敬礼するようスイス人に命ずる。さらに、ジェスレルはスイスの娘たちに好色なオーストリア兵とダンスを踊ることを強要し、村人たちの屈辱感を高揚させる。そこにテルが息子のジェミと通りかかるが、テルはジェスレルへの敬礼を拒絶する。ジェスレルは、テルが服従の意を表さないので、ルートルドを救った男がテルだと理解する。そこでテルとジェミを逮捕することを命じるが、兵士たちはテルの凛とした態度に恐れをなして、近づこうとしない。テルはジェミにスイス人たちに反乱を始める合図を送るよう耳打ちするが、ジェスレルに感づかれ、ジェミも逮捕されてしまう。なんとかしてテルを罰しようとするジェスレルはテルの失敗を期待しつつ、テルに息子を助けたければ、弓の名手の腕前を見せてジェミの頭の上のリンゴを撃つように命じる。テルは「お前には子供はいないのか」と反抗するが、ジェミは恐れに震える父を勇気づけて「僕を縛る必要などはありません」と毅然とした態度をとる。テルはチェロの独奏で始まるアリア「じっと動くな」（Sois immobile）と歌う。テルは見事にリンゴに矢を突き通し、スイス人たちは喝采を送る。ジェスレルはテルがもう一本矢を持っているのを見つける。そのことを詰問されたテルは「もし失敗していたら、次の矢でジェスレルを射ていただろう」と答える。ジェスレルはテル親子の逮捕を命ずる。そこにマティルドが割って入り、ハプスブルク皇帝の名でジェミを引き渡すよう要求し、ジェミを助ける。さらに、テルの釈放も要求するが、ジェスレルはテルを船でキュスナハト砦の地下牢に護送するよう命令する。嵐の中での操船をためらう部下たちに「そこに優れた漕ぎ手がいるではないか」とテルを指差す。連行されるテルは村人に武装蜂起を呼びかける。オーストリア兵がジェスレルを讃える歌（Vive, vive Gesler!）とスイス人たちの「ジェスレルを追い出そう」（Anathème à Gesler!）という合唱が交錯する中で幕となる。

### 第4幕

#### 第1場
ビュルグレン村近くの老アルノールの荒れ果てた家の前
アルノールが住む人がいなくなった思い出の家の前に佇み、アリア「先祖伝来の住処よ」 （Asile héréditaire）を歌う。そこに彼の仲間が駆けつけ、テルが投獄されたと伝える。アルノールは自分が独立の戦いの先頭に立つ覚悟を決め、この家に別れを告げる。アルノールは彼の父がいざと言う時のために岩陰に隠していた武器があることを告げ「友よ、復讐に手を貸してくれ」（Amis, amis, secondez ma vengeance）と歌うと仲間は「勝利か、さもなくば死か」（Ou la victoire ou le trépas!）と叫ぶのだった。

#### 第2場
テルの家を遠くに望むルツェルン湖畔

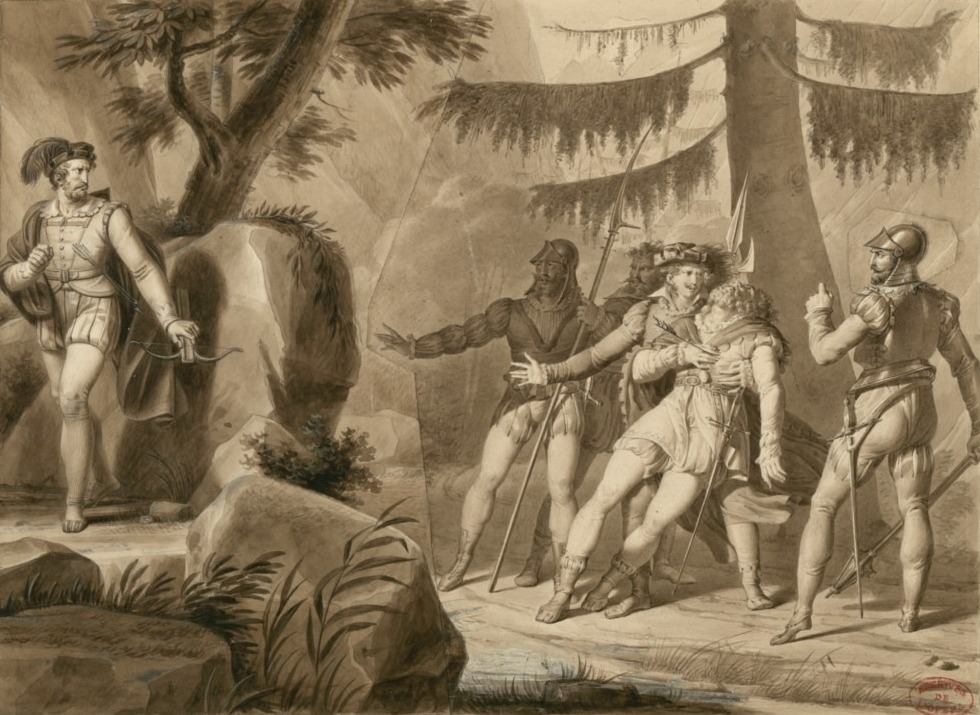
ジェスレルを矢で射抜くテル

ルツェルン湖畔のアクセンベルクの麓で、嵐を呼ぶ雲が行き交っている。テルの妻エドヴィージュが取り乱して、夫と息子を救いに行こうとして周囲の女性たちに制止されている。すると遠くからジェミの声が聞こえて来る。エドヴィージュは走ってきたジェミからマティルドが助けてくれたと聞いてマティルドに感謝し、三重唱「愛するご子息をお返しします」（Je rends à vostre amour un fils digne de vous）となる。エドヴィージュは夫の無事を神に祈る「弱き者をお支え下さる神よ」（Toi, qui du faible est l'espérance）。そこにかつてテルに救われたルートルドが駆け込んで来て、テルを護送する船がこちらの岸に向かっている、そして、嵐の中でも操船できるテルが舵を握っていたと証言する。やがて船は無事に湖岸に到着する。テルは素早く岸に自分だけ降り立つと船を湖の中央へ押し返してしまう。テルはジェミから弓矢を受け取り、テルに迫ってきたジェスレルの一隊を見つけ出すと、ジェスレルの心臓を矢で射抜くとジェスレルは湖底に落下して行く。ジェミが上げた狼煙を見て、スイスの反乱軍が現れ、スイスが勝利を収める。嵐が収まると山々と湖の美しい光景が輝く。アルノールは天国の父に「スイスが解放されたこの日に何故あなたがいないのですか」と呟く。マティルドはアルノールと互いの愛を確かめ、ここに残ることを約束する。民衆は美しい自然と自由を与えてくれた神に感謝し「この地の全てが良い方向に変わる」（Tout change et grandit en ces lieux）と歌う。管弦楽による自然と自由への賛歌がひっそりと始まり、「ラン・デ・ヴァッシュ」（  Ranz des Vaches）を崇高な美しさを湛えてホルンが穏やかに奏で、物語は大団円を迎える。

## 主なフランス語版による全曲録音・録画
| 年   | 配役 ギヨーム・テル アルノール・メルクタール マティルド ジェスレル ジェミ                                                          | 指揮者 管弦楽団 合唱団 | レーベル |
| ---- | --- | --- | --- |
| 1972 | ガブリエル・バキエ ニコライ・ゲッダ モンセラート・カバリエ ルイ・エンドリックス マディ・メスプレ                                   | ランベルト・ガルデルリ ロイヤル・フィルハーモニー管弦楽団 アンブロジアン・オペラ・コーラス                                  | CD: Warner Classics ASIN: B0040UEI4U パトリック・シュミット、 マイケル・スコット、 ジョン・ウィラン、 ガルデッリによって編纂された全曲版 |
| 1998 | トーマス・ハンプソン ジュゼッペ・サッバティーニ ナンシー・グスタフソン エギルス・シリンス ドーン・コトスキ                         | ファビオ・ルイージ ウィーン国立歌劇場管弦楽団 ウィーン国立歌劇場合唱団                                                      | CD: ORFEO ASIN: B0002K71SW M.エリザベス・C.バートレット編の クリティカル・エディション使用                                               |
| 2010 | ジェラルド・フィンリー ジョン・オズボーン マリン・ビストレム カルロ・チーニ エレナ・クサントウダキス                               | アントニオ・パッパーノ ローマ聖チェチーリア国立音楽院管弦楽団 ローマ聖チェチーリア国立音楽院合唱団                          | CD: EMI ASIN: B0050PRS2I M.エリザベス・C.バートレット編の クリティカル・エディション使用                                                 |
| 2013 | アンドルー・フォスター＝ウィリアムズ マイケル・スパイアーズ ジュディス・ハワース ラッファエーレ・ファッチョラ タラ・スタッフォード | アントニーノ・フォリアーニ ヴィルトゥオーシ・ブルネンシス ポズナン・カメラータ・バッハ合唱団 演出：ヨッヘン・シェーンレバー | DVD: Bongiovanni ASIN: B00V8945F8 CD: Naxos ASIN: B00SCJILQG M.エリザベス・C.バートレット編の クリティカル・エディション使用             |
| 2013 | ニコラ・アライモ ファン・ディエゴ・フローレス マリナ・レベカ ルカ・ティットート アマンダ・フォーサイス                             | ミケーレ・マリオッティ ボローニャ歌劇場管弦楽団 ボローニャ歌劇場合唱団 演出：グラハム・ヴィック                             | DVD: Decca ASIN: B00TQE9SHC M.エリザベス・C.バートレット編の クリティカル・エディション使用                                              |
| 2015 | ジェラルド・フィンリー ジョン・オズボーン マリン・ビストレム ニコラ・クルジャル ソフィア・フォミナ                                 | アントニオ・パッパーノ ロイヤル・オペラ・ハウス管弦楽団 ロイヤル・オペラ・ハウス合唱団 演出：ダミアーノ・ミキエレット       | DVD: Opus Arte ASIN: B072ZQ1JD7 M.エリザベス・C.バートレット編の クリティカル・エディション使用                                          |

- イタリア語版は多数あり。

## 有名なアリア
- "Asile héréditaire" （「先祖伝来の住処よ」） - アルノール
- "Sois immobile" （「じっと動かずに」） - テル
- "Sombre forêt" （「暗い森」） - マティルド